# RAGT Semences
La RAGT Semences, nota in precedenza come Jean Delatour, era una squadra ciclistica maschile di ciclismo su strada francese, attiva tra i professionisti dal 2000 al 2005.
Diretta da Serge Barle e Jean-Luc Jonrond, era sponsorizzata dall'omonima azienda agricola francese produttrice di sementi. Partecipò a quattro edizioni del Tour de France, aggiudicandosi due vittorie di tappa.

## Storia
La squadra nacque nel 2000 come Jean Delatour, dal nome della catena di gioiellerie principale sponsor, sotto la direzione di Serge Barle e con un organico di quattordici ciclisti tra cui Laurent Brochard e Patrice Halgand, entrambi provenienti dalla Festina-Lotus. Dopo le prime due stagioni come formazione di seconda categoria UCI (GSII), nel 2002 grazie ai buoni risultati venne promossa alla prima categoria dei gruppi sportivi (GSI), comprendente le migliori 30 squadre del mondo. Nel 2004 subentrò un nuovo primo sponsor, RAGT Semences, azienda agricola di Rodez, e la denominazione della squadra divenne RAGT Semences-MG Rover. Dal 2001 al 2004 la squadra prese parte a quattro edizioni consecutive del Tour de France, vincendo due tappe, rispettivamente con Patrice Halgand nel 2002 e Jean-Patrick Nazon nel 2003; altre vittorie arrivarono perlopiù in semiclassiche e corse a tappe del calendario francese, oltre che per quattro volte in cinque anni nei campionati francesi a cronometro, tre grazie a Eddy Seigneur.
Nel 2005, con la riorganizzazione dei circuiti UCI, la RAGT Semences prese licenza di squadra Professional Continental, che le consentiva di partecipare di diritto alle gare dei circuiti continentali, e solo su invito a quelle del ProTour. L'annata fu caratterizzata dal mancato invito al Tour de France e alle principali gare mondiali, e da un solo successo, con Sébastien Minard al Tour de l'Avenir. Il ritiro dello sponsor RAGT Semences, annunciato già nel giugno 2005 nonostante gli impegni fino a fine 2006, unito all'impossibilità per Barle di trovare nuovi finanziatori per l'anno seguente, portò allo scioglimento della squadra al termine della stagione 2005.

## Cronistoria

### Annuario
| Anno | Codice | Nome                   | Cat. | Biciclette | Dirigenza |
| ---- | ------ | ---------------------- | ---- | ---------- | --- |
| 2000 | DEL    | Jean Delatour          | GSII | Cyfac      | Manager: Serge Barle Dir. sportivi: Michel Gros, Jean-Luc Jonrond                                                                                        |
| 2001 | DEL    | Jean Delatour          | GSII | Cyfac      | Manager: Serge Barle Dir. sportivi: Michel Gros, Jean-Luc Jonrond, Patrick Perret                                                                        |
| 2002 | DEL    | Jean Delatour          | GSI  | Scott      | Manager: Serge Barle Dir. sportivi: Michel Gros, Jean-Luc Jonrond                                                                                        |
| 2003 | DEL    | Jean Delatour          | GSI  | Scott      | Manager: Serge Barle Dir. sportivi: Jean-Luc Jonrond, Patrick Perret, Jean Michel Flochon (dal 15 giugno), Julien Jurdie (dal 15 giugno)                 |
| 2004 | RAG    | RAGT Semences-MG Rover | GSI  | LOOK       | Manager: Serge Barle Dir. sportivi: Jean-Luc Jonrond, Patrick Perret, Jean Michel Flochon (dal 12 maggio), Julien Jurdie, Pascal Chavant (dal 12 maggio) |
| 2005 | RAG    | RAGT Semences          | PCT  | LOOK       | Manager: Serge Barle Dir. sportivi: Jean-Luc Jonrond, Pascal Duez, Jean Michel Flochon, Julien Jurdie, Pascal Chavant                                    |

### Classifiche UCI
| Anno | Classifica | Pos. | Migliore cl. individuale |
| ---- | ---------- | ---- | ------------------------ |
| 2000 | GSII       | 4º   | Laurent Brochard (24º)   |
| 2001 | GSII       | 3º   | Patrice Halgand (44º)    |
| 2002 | GSI        | 23º  | Laurent Brochard (25º)   |
| 2003 | GSI        | 25º  | Patrice Halgand (71º)    |
| 2004 | GSI        | 30º  | Frédéric Finot (356º)    |
| 2005 | ProTour    | 34º  | Christophe Rinero (133º) |

## Palmarès

### Grandi Giri
- Giro d'Italia

Partecipazioni: 0
- Tour de France

Partecipazioni: 4 (2001, 2002, 2003, 2004)
Vittorie di tappa: 2
2002: 1 (Patrice Halgand)
2003: 1 (Jean-Patrick Nazon)
Vittorie finali: 0
Altre classifiche: 0
- Vuelta a España

Partecipazioni: 1 (2000)
Vittorie di tappa: 0
Vittorie finali: 0
Altre classifiche: 0

### Campionati nazionali
Strada
- Campionati bulgari: 2

In linea: 2002 (Ivajlo Gabrovski)
Cronometro: 2001 (Ivajlo Gabrovski)
- Campionati francesi: 4

Cronometro: 2000 (Francisque Teyssier); 2002, 2003, 2004 (Eddy Seigneur)
Pista
- Campionati francesi: 1

Mezzofondo: 2003 (Samuel Dumoulin)